# Cahit Sıtkı Tarancı

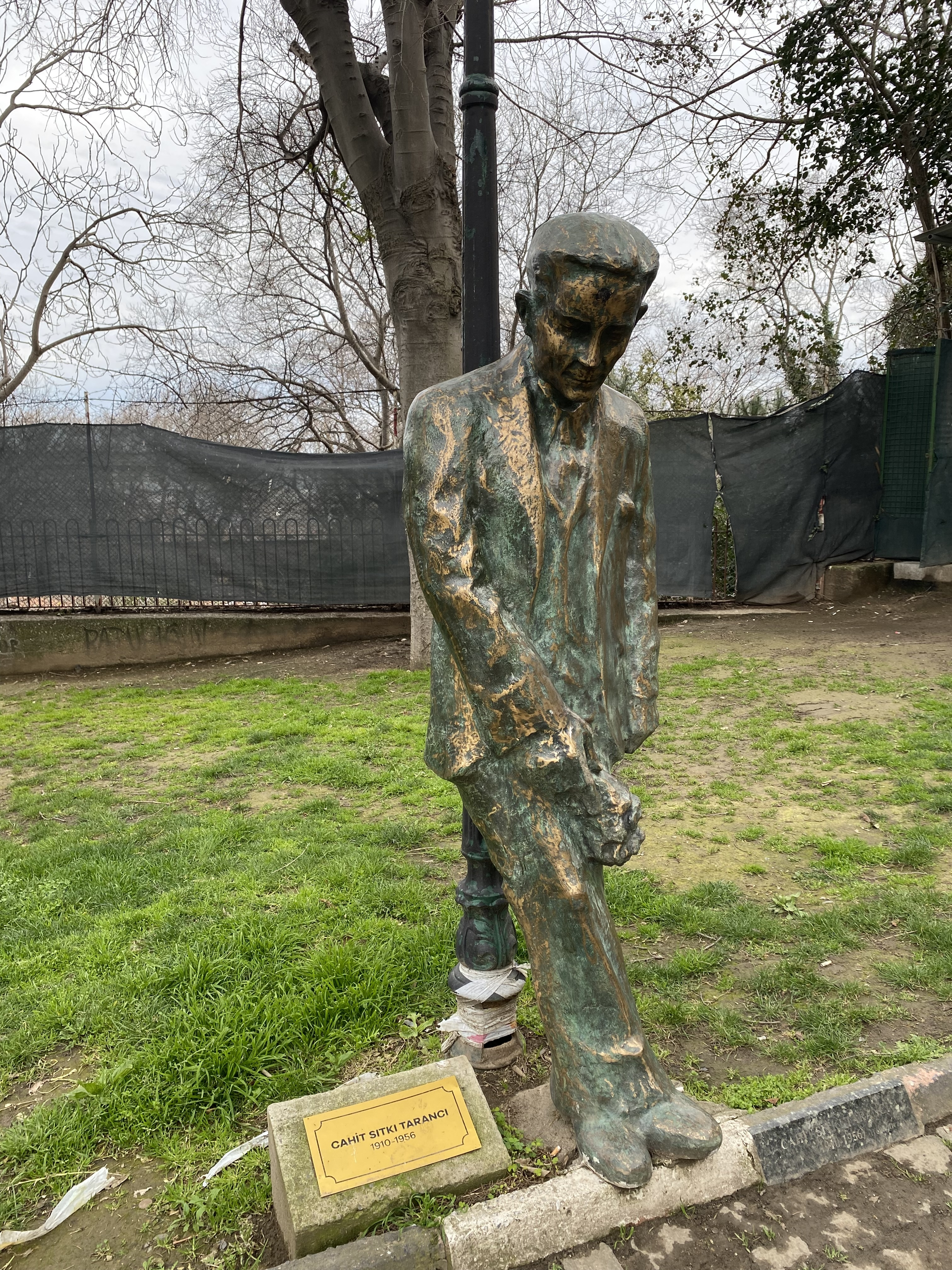
Pomnik poety w parku Beşiktaş Vişnezade

Cahit Sıtkı Tarancı (ur. 4 października 1910 w Diyarbakır, zm. 13 października 1956 w Wiedniu) – turecki poeta i dramatopisarz.
Jego twórczość pozostawała pod wpływem poezji Baudelaire'a, stosował w niej formę wiersza wolnego. Jest uważany za współtwórcę w Turcji awangardowego kierunku tzw. nowej poezji (yeni şir) lat 40. XX w. W jego wierszach przejawiał się kompleks brzydoty poety jako motyw pogoni za nieuchwytnym szczęściem i miłością i lęku przed śmiercią. Do najbardziej znanych jego utworów należą Ömrümde Sükut (Milczenie w mym życiu, 1933) i Düşten Güzel (Piękniejszy od snu, 1952).